# Passiflora sanctaebarbarae
Passiflora sanctaebarbarae là một loài thực vật có hoa trong họ Lạc tiên. Loài này được Holm-Niels. & P. Jørg. mô tả khoa học đầu tiên năm 1987.